# Feldroboter

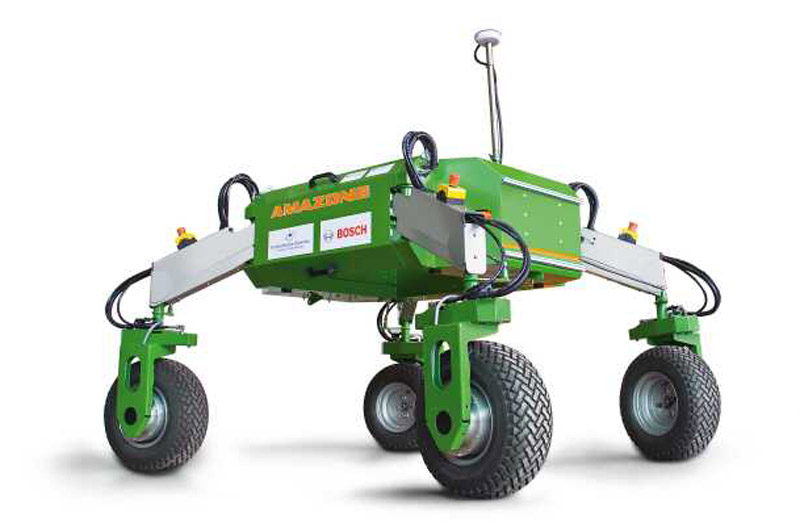
Entwicklungsprojekt Amazone BoniRob

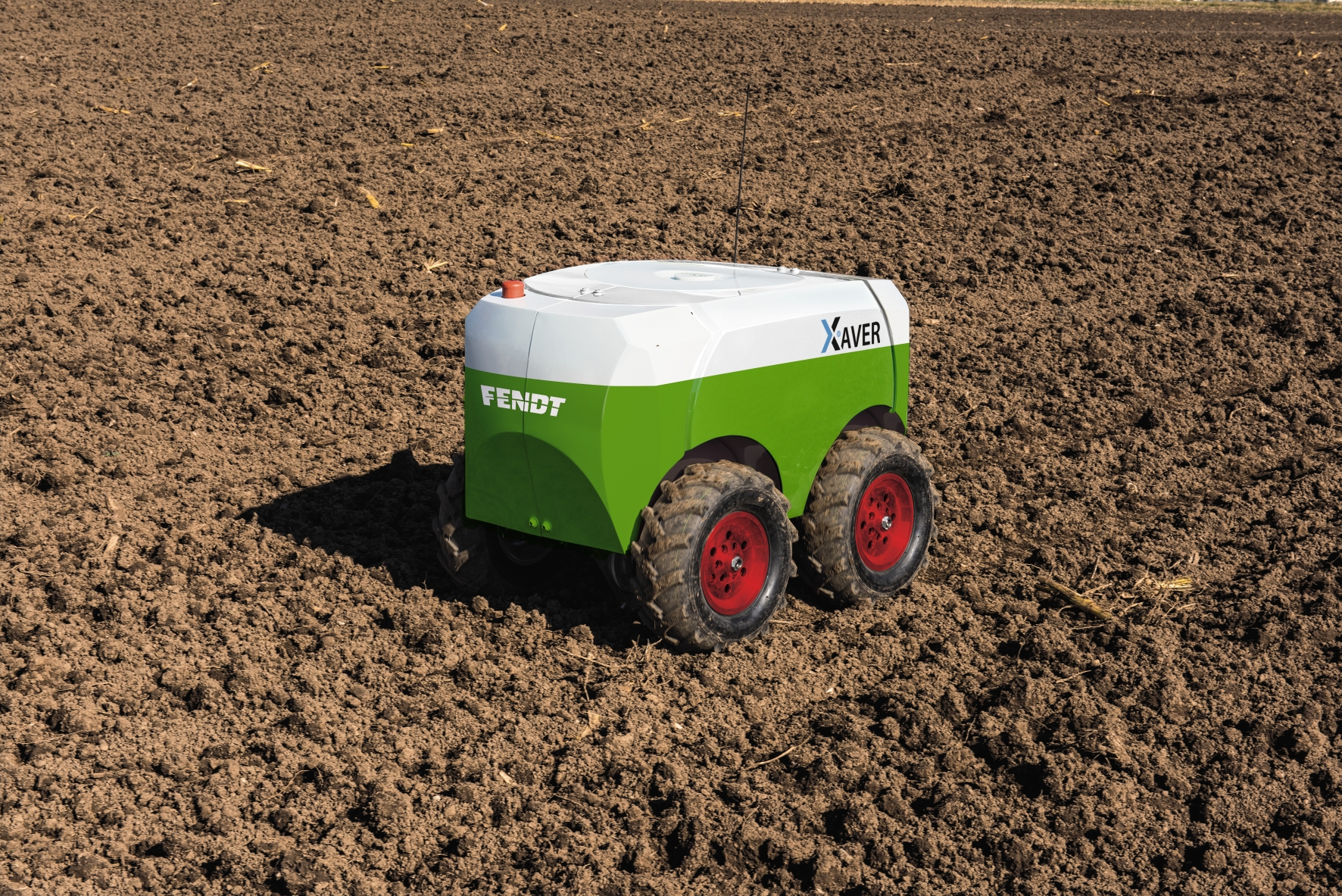
Robotereinheit Fendt Xaver

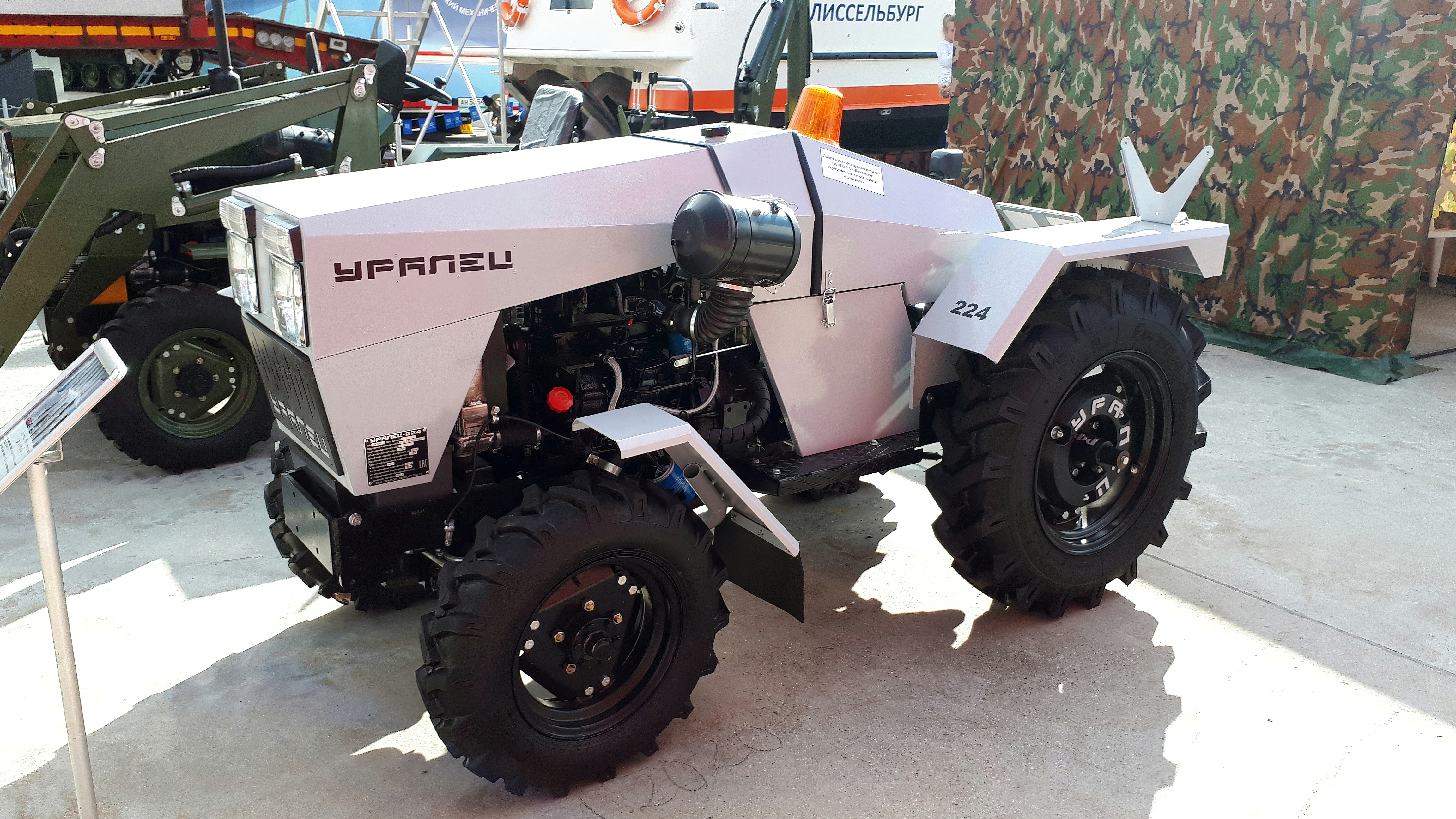
Unbemannter Traktor auf der Ausstellung "Army 2020"

Ein Feldroboter ist eine technische Apparatur, die meist autonom mechanische Arbeit im Ackerbau verrichtet. Es gibt Feldroboter, die Unkraut jäten oder Saaten ausbringen. Ein Unkrautroboter soll den Einsatz von Pflanzenschutzmitteln verringern und/oder Arbeitskosten einsparen. Die derzeit existierenden Feldroboter sind Prototypen. Feldroboter sind wahrscheinlich nur auf vergleichsweise kleinen Flächen bei Sonderkulturen oder Reihenfrüchten ökonomisch im Vorteil gegenüber großen Maschinen, die mit anderen Formen des Smart Farming optimiert werden können.